# ریچارد بانیکاسل
ریچارد بانیکاسل (انگلیسی: Richard H. G. Bonnycastle; ۲۵ اوت ۱۹۰۳ – ۲۹ سپتامبر ۱۹۶۸) وکیل و کارآفرین اهل کانادا بود، که در سال ۱۹۴۹ شرکت انتشارات هارلکوئین را تأسیس کرد.